# 永安省

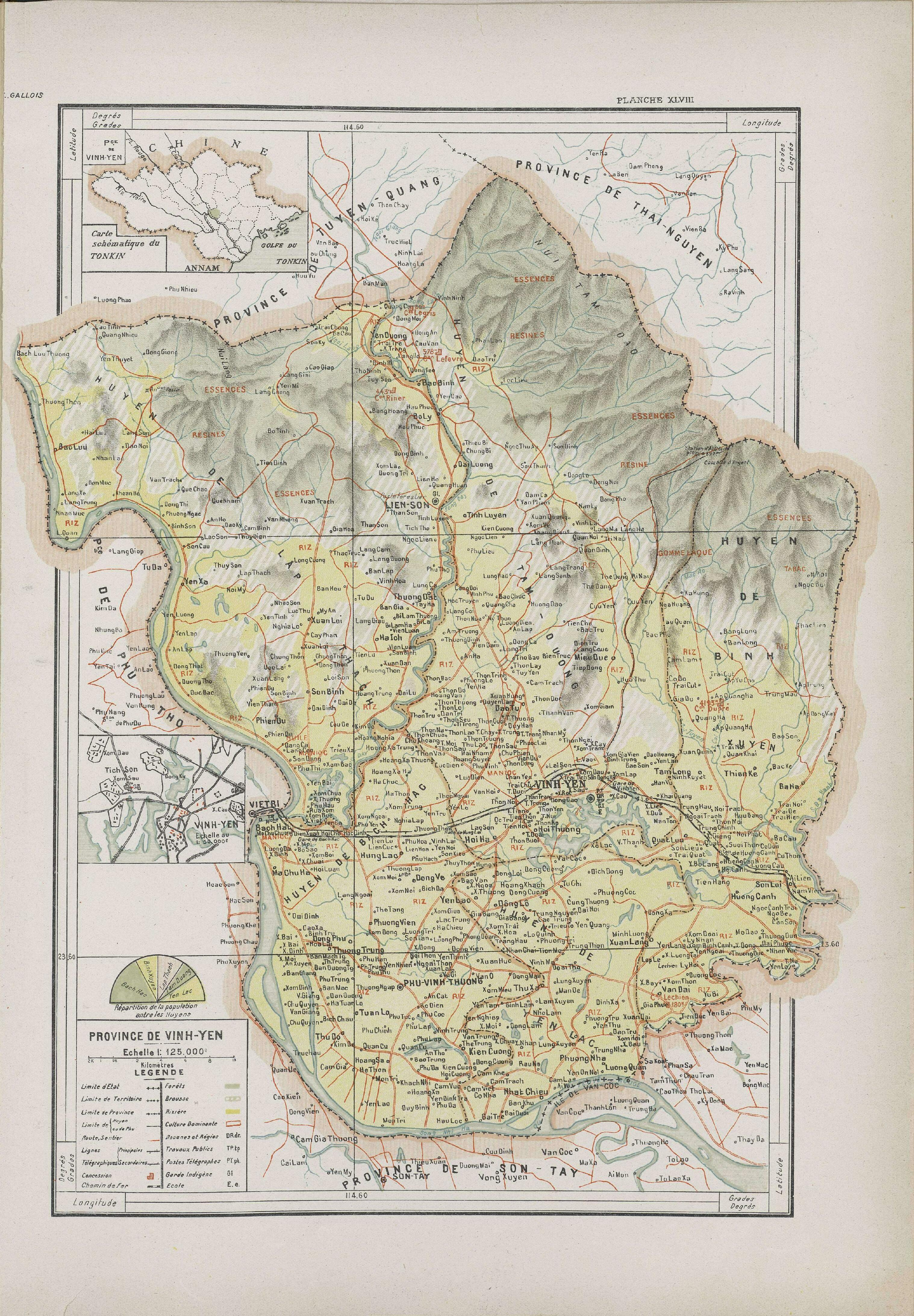
法属印度支那时期的永安省地图

永安省（越南语：／），是越南1898年至1950年之間的一個省份，包括今天的永福省大部。

## 建置沿革
永安省的前身是法屬初期设立的永安道。1890年10月20日，統使府以山西省永祥府白鶴縣、三陽縣、立石縣、安朗縣、安樂縣和太原省平川县析設永安道。
1891年4月12日，永安道併入山西省。
1899年12月29日，統使府復設永安省，山西省永祥府白鶴縣、三陽縣、立石縣、安朗縣、安樂縣、平川縣劃歸永安省管轄。
1901年10月6日，安朗縣劃歸新設立的扶魯省。省蒞後設為永安市社。
1945年八月革命時，永安省下轄永安市社、永祥府、三陽縣、立石縣、安樂縣、平原縣1市社1府4縣。1948年，越南民主共和國废府置县，永祥府改制為永祥縣。
1948年1月25日，越南政府将各战区合并为联区，战区抗战委员会改组为联区抗战兼行政委员会。第十战区和第十四战区合并为第十联区，设立第十联区抗战兼行政委员会，永安省划归第十联区管辖。
1949年，越南國政府將永安省和福安省合併為永福安省。
1949年11月4日，第一联区和第十联区合并为越北联区。永安省随之划归越北联区管辖。
1950年2月12日，越南民主共和國政府將永安省和福安省合併為永福省。

## 行政区划
1950年，永安省下轄永安市社、安樂縣、永祥縣、立石縣、三陽縣、平川縣1市社5縣。